# Alexandros (Pascoli)

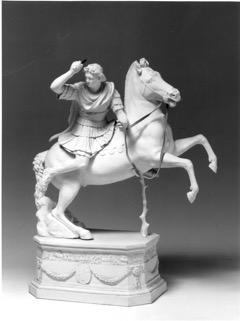
Scultura di Alessandro Magno

Alexandros è un poema scritto da Giovanni Pascoli e pubblicato per la prima volta nel febbraio 1895 sulla rivista Il Convito, rassegna letteraria dell'amico Adolfo De Bosis. Il componimento fu poi compreso nella prima edizione dei Poemi conviviali (1904). 
Ne è protagonista Alessandro Magno, re della Macedonia dal 336 al 323 a.C. Il poeta immagina che Alessandro, dopo la conquista di gran parte dell'Asia, giunto ai confini del mondo conosciuto, si abbandoni a riflessioni di natura filosofico-esistenziale. Il Pascoli filologo utilizza le fonti arcaiche, classiche, ellenistiche, giudaico-cristiane, mentre il Pascoli poeta contamina tali fonti variando e ricreando i secoli passati con una sensibilità squisitamente moderna. 
La profonda conoscenza del mondo classico si materializza anche innalzando lo stile attraverso una sintassi elaborata ed un lessico erudito e latineggiante.

## Trama

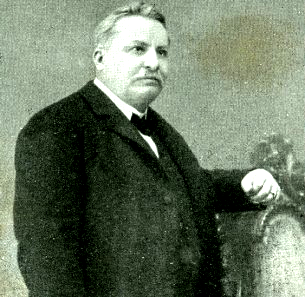
Foto di Giovanni Pascoli

Il poema, come gli altri della raccolta, si discosta in modo evidente dal resto della produzione pascoliana sia per lo stile sia per il mondo rappresentato. Alexandros è uno dei primi testi di ispirazione classica del poeta. Il componimento è diviso in sei sezioni. Ogni sezione è composta da tre terzine a rima incatenata, chiuse da un endecasillabo che rima con il penultimo endecasillabo della terzina precedente. Le prime quattro sezioni, sono occupate dal discorso che Alessandro, giunto alle sponde del fiume Indo, sta tenendo alle sue truppe. La quinta sezione è costituita da una descrizione dello stato emotivo del condottiero che viene ritratto assorto nelle sue meditazioni. Nell'ultima sezione infine la scena si sposta in Macedonia, patria lontana di Alessandro, dove le sorelle e la madre lo attendono. 
Secondo il critico Barberi Squarotti, Pascoli utilizza il mondo greco e in particolare la figura del grande condottiero macedone per proiettare la propria vicenda personale e la propria prospettiva esistenziale: “la finitezza umana in rapporto all’eterno fluire dell’essere, con il corollario della vanità dell’ispirazione dell’uomo all’infinito”, la delusione del desiderio su cui poggia il rapporto tra sogno e realtà. L’Alessandro pascoliano diviene l’archetipo dell’eroe classico ridisegnato in chiave decadente che incarna l’emblema dell’inutilità della scoperta e della conquista, dell’inconsistenza e della vacua ricerca di gloria e di immortalità. La delusione davanti alla limitatezza del mondo fa da riflesso all’ineluttabilità del senso della vita, facendo del personaggio classico un simbolo della crisi che apre all’irrazionalismo di inizio Novecento.

### Prima sezione
Il poema inizia con l’arrivo di Alessandro ai confini del mondo (v. 1 «-Giungemmo: è il Fine!»). Il re macedone si rivolge al sacro araldo così che suoni la sua tromba per annunciare la sua presenza. Successivamente si rivolge ai suoi soldati macedoni(v. 4 «Pezetèri»), e ai mercenari (v. 6 «mistofori») provenienti dalla Caria, dalla Tracia (v. 8 «Haemo») e dalla Palestina (v.8 «Carmelo»), dicendo che l’unico territorio rimasto inaccessibile è la Luna la quale, nella concezione degli antichi e anche in quella pascoliana, è una seconda terra.  L’immagine della luna come «errante e solitaria terra, inaccessa» (vv.4-5) rimanda al Canto notturno di un pastore errante dell’Asia di Giacomo Leopardi dove essa è descritta come «solinga, eterna peregrina» (v.61).  Ormai Alessandro e i suoi soldati sono arrivati all’oceano, il fiume infinito, senza sponde, che circonda la Terra, la quale scompare nel buio della notte.

### Seconda sezione
Alessandro, rievocando nostalgicamente le conquiste che lo hanno portato ai confini del mondo, parla dei fiumi attraversati (v. 11 «Fiumane che passai!») in cui si specchiavano le foreste immobili (vv. 11-12 «foresta / immota»), sentendone ancora lo scroscio dell’acqua (v. 13 «cupo mormorìo»). Ricorda poi le numerose montagne oltrepassate, in cima alle quali lo spazio appare molto più piccolo rispetto alle sue aspettative. Alessandro continua ricordando il colore azzurro delle montagne e dei fiumi, simile a quello del cielo e del mare. Proprio come il cielo e il mare, i monti e i fiumi appaiano infiniti. Questa sezione si chiude con il verso «il sogno è l’infinita ombra del Vero» che è particolarmente significativo in quanto rende in modo chiaro il tema della sezione: la delusione del desiderio. Il sogno è «l'infinita ombra» del desiderio nella consapevolezza che non può esistere una realizzazione possibile e ciò che rimane è solo «la gioia dell’illusione».

### Terza sezione
Alessandro ricorda la sua felicità quando immaginava le imprese che lo attendevano e vagheggiava il suo futuro: i momenti passati della battaglia di Isso (333 a.C.), con la sconfitta dei persiani del re Dario III, e i bagliori dell’accampamento nel buio della notte. Ritorna ai momenti della sua giovinezza trascorsa a Pella, a cavallo di Bucefalo (v. 28 «Capo di toro»), inseguendo tra i boschi bui il sole lucente come un tesoro.

### Quarta sezione
Alessandro invoca il padre Filippo chiamandolo «figlio d’Amynta» al verso 31, con la menzione dunque di suo nonno. Da principio Alessandro non aveva ancora compreso quale fosse il suo obiettivo, ma fu ispirato dal canto dell'auleta Timoteo per compiere il viaggio, che ormai giunto al suo termine, lo avrebbe spinto a superare i limiti della vita e della conoscenza umana. Il discorso di Alessandro si conclude con lo squillo di tromba dell’araldo che si confonde con il suono del canto di Timoteo: essi si perdono oltre i confini della Terra.

### Quinta sezione
Da questo momento è il poeta a narrare, non più Alessandro, il quale, ansimante, piange. I suoi occhi sono simbolo di morte (v. 42 «occhio nero come morte») e di speranza (v 43 «occhio azzurro come cielo»). Da lontano si odono rumori di belve che fremono, simbolo di una natura selvaggia e inesplorata. Il giovane re sente anche forze sconosciute e incessanti che gli passano davanti come il galoppare di una mandria di elefanti. (vv. 49-51 «egli ode forze incognite, incessanti,/passargli a fronte nell’immenso piano,/come trotto di mandre d’elefanti.»).

### Sesta sezione
Il poemetto si conclude con una descrizione della famiglia di Alessandro che risiede nell’Epiro, una regione tra la Grecia e l’Albania. Le sorelle stanno filando lana di Mileto (una città greca in Asia Minore); mentre la madre è assorta in un sogno sente i rumori che la circondano come la fontana e il fruscio delle foglie (vv. 58-60 «ascolta il lungo favellìo d’un fonte,/ ascolta nella cava ombra infinita/ le grandi quercie bisbigliar sul monte.»). Le azioni quotidiane si contrappongono allo scenario visto nelle sezioni precedenti: la dimensione chiusa e protettiva della casa si contrappone all’ansia di infinito che caratterizza il protagonista.